# Gašper Beguš
Gašper Beguš je slovenski jezikoslovec, predavatelj jezikoslovja in računalništva, * 11. april 1988, Kranj

## Življenje
Obiskoval je Osnovno šolo Ivana Groharja v Škofji Loki, šolanje pa je nadaljeval na Gimnaziji Škofja Loka in maturiral kot zlati maturant. Na Filozofski fakulteti Univerze v Ljubljani je med letoma 2007 in 2012 študiral primerjalno jezikoslovje ter slovenski jezik in književnost. V študijskem letu 2012/2013 je preko projekta Erasmus gostoval na Univerzi na Dunaju. 
Leta 2016 je magistriral na harvardski univerzi, leta 2018 pa tudi doktoriral. Od leta 2014 do 2018 je deloval kot rezidenčni tutor v Matherjevem domu na Univerzi Harvard. Leta 2015 je za poučevanje na univerzi prejel nagrado Certifikat odličnosti pri poučevanju na Centru Dereka Boka.
Med letoma 2018 in 2020 je delal kot docent na Oddelku za jezikoslovje Univerze v Washingtonu, kjer je ustanovil fonološki laboratorij. Leta 2020 se je zaposlil kot docent na  Univerzi Kalifornije, Berkeley, kjer je ustanovil laboratorij za govor in računalništvo. Trenutno na Oddelku za jezikoslovje poučuje fonologijo, na Oddelku za računalništvo pa predmet Audio Processing in Humans and Machines (Procesiranje zvoka pri ljudeh in strojih). 
V sklopu svoje zaposlitve se ukvarja predvsem z računalniki in možnostmi, ki jih le ti omogočajo v povezavi z raziskavami na področju jezikoslovja. Prav tako poučuje računalniško jezikoslovje, ukvarja pa se tudi z umetno inteligenco. Svoje računalniško znanje uporablja tudi pri projektih na področju fonetike in fonologije ter zgodovinskega in primerjalnega jezikoslovja. 
Raziskuje na področju primerjalnega indoevropskega jezikoslovja, pod drobnogled pa postavlja vedski sanskrt in slovanske jezike. O naglasu v vedskem sanskrtu je napisal tudi članek The Phonetics of the Independent Svarita in Vedic  in predlagal novo pravilo. S to tematiko je tesno povezano tudi njegovo diplomsko delo. 
Na področju slovenistike raziskuje naglasoslovje in govor žirovske kotline. 

## Delo
Napisal je dve diplomski nalogi. Na oddelku za primerjalno jezikoslovje je napisal diplomo z naslovom The ’’RUKI’’ Rule in the Rigveda (Pravilo ’’RUKI’’ v Rigvedi), na oddelku za slovenistiko pa diplomsko delo z naslovom Pomik starega cirkumfleksa v prekmurskem narečju. Povzetek slednjega je bil objavljen v Zeitschrift für Slawistik (Časopis za slavistiko). Njegov magisterij ni zahteval naloge.
Napisal je več kot dvajset člankov. Na področju primerjalnega indoevropskega jezikoslovja se ukvarja predvsem z vedskim sanskrtom in slovanskimi jeziki. Vedski metriki je v članku A New Rule in Vedic Metrics  (Novo pravilo v metriki vedščine) namreč predlagal novo pravilo. 
Na področju slovenistike je objavil več člankov o naglasnih pojavih govora Žirovske kotline oz. poljanskega narečja. 
Na podlagi eksperimentalnega dela z gruzijščino je objavil akustično študijo, v kateri pokaže, da so samoglasniki pred ejektivnimi zaporniki daljši od tistih pred nezvenečimi in krajši od tistih pred zvenečimi zaporniki. 

### Diplomsko deloThe ’’RUKI’’ Rule in the Rigveda(Pravilo ’’RUKI’’ v Rigvedi)
Diplomsko delo je bilo predstavljeno 3. novembra 2017 v sklopu Devetindvajsete letne indoevropske konference (29th Annual UCLA Indo-European Conference – WeCIEC), ki je potekala na Univerzi v Kaliforniji. Napisano je v angleškem jeziku. V njem Beguš podrobno analizira tako imenovano pravilo ’’RUKI’’, ki predpostavlja menjavo praindoevropskih glasov v satemski veji indoevropskih jezikov *s in *z z glasovoma *ṣ ter *ẓ, in sicer po konzonantih, ki jih vsebuje beseda ’ruki’.  Pravilo, njegove lastnosti in obnašanje natančno preuči v okolju staroindijskega jezika vedščine (jezik sanskrta), kjer ponazori njegove prednosti in pomanjkljivosti ter predstavi neznanke, ki zahtevajo nadaljnje raziskave. 

### Diplomsko deloPomik starega cirkumfleksa v prekmurskem narečju
To diplomsko delo je Beguš v sklopu slovenistike napisal leta 2012. V njem ’’preveri domnevo, da se naglas s praslovanskega cirkumflektiranega zloga v prekmurskem narečju in v kajkavskem govoru Bednje ne pomakne na naslednji zlog, če mu v neposredno sledečem zlogu sledi praslovanski šibki polglasnik.’’  Poiskal je besede z originalno starocirkumflektirano naglašenim prvim zlogom, praslovanskim polglasnikom v ponaglasnem zlogu in sledečim polnim vokalom v poponaglasnem zlogu ter prav tako raziskal razne deskripcije prekmurskih in preostalih slovenskih govorov iz Panonske nižine ter še opis govora Bednje. Prikazati je skušal, da šibki polglasnik (v ponaglasnem zlogu) kot tak ne more biti razlog za odsotnost pomika. Za tovrstni konflikt ponuja dve argumentaciji oz. razlagi. Prva naj bi relativno kronološko natančno opredelila pojave, druga pa jih opredelila analogno (čeprav zapiše, da imata obe tudi določene pomanjkljivosti). Zaključi s potrditvijo, da je prva razlaga nekoliko zanesljivejša in natančnejša, to pa zaradi homogenosti gradiva (vsebuje le specifične primere), ki povzroča preglavice pri obeh argumentacijah.

### Doktorska disertacija
Gašper Beguš je leta 2018 doktoriral na Univerzi Harvard z doktorsko disertacijo z naslovom Unnatural Phonology: A Synchrony-Diachrony Interface Approach (Nenaravna fonologija: Stičišče sinhrono-diahronega pristopa). 
V disertaciji naslovi eno najbolj diskutiranih tematik moderne fonologije, in sicer kateri so faktorji vpliva fonološke tipologije in kako pravilno razlikovati med temi faktorji. V okvir postavi primerjanje kognitivnih in zgodovinskih vplivov na fonologijo in razvije novo razlago za nastanek nenaravnih pojavov v fonologiji. Glede na tipološko raziskavo nenaravnih alternacij (tj. pojav morfema, ki kaže razlike v svoji fonološki realizaciji) in gradient fonotaktičnih omejitev predlaga nov diahronični sistem za razlago nenaravnega procesa imenovanega Blurring Process (Proces zameglitve) ter argumentira, da so za pojav nenaravnega segmentalnega procesa potrebne najmanj tri glasovne spremembe, kar poimenuje Minimal Sound Change Requirement – MSCR  (Minimalna zahteva za spremembo zvoka). Na podlagi obeh predstavi koncept Historical Probabilities of Alternations (Zgodovinska verjetnost alternacij) in metodo, ki omogoča oceniti zgodovinske verjetnosti s statistično tehniko imenovano bootstrapping ('vezanje škornjev').

## Projekti
Danes se ukvarja z razvojem modelov strojnega učenja in umetne inteligence, ki se učijo človeškega govora. Kot prvi je predlagal modeliranje usvajanja jezika z Generative Adversarial Networks – GANs (tj. vrsta modela za učenje robotov/umetne inteligence). Razvil je modela za nenadzorovano učenje jezika iz posnetkov govora ciwGAN (Categorical InfoWaveGAN) in fiwGAN (Featural InfoWaveGAN) in jih uporabil na primeru reduplikacije. CiwGAN in fiwGAN sta pravzaprav dve nevronsko-omrežni konstrukciji za oblikovanje nenadzorovanega besednega učenja iz golih akustičnih inputov.

### Projekt CETI
Projekt CETI je projekt, s katerim bodo poskušali razvozlati komunikacijo kitov glavačev in z njimi vzpostaviti stik. Pri tem sodeluje velika skupina znanstvenikov z različnih področij. 

Začetki projekta
Povod za začetek projekta se je zgodil v poznih šestdesetih letih prejšnjega stoletja, ko so znanstveniki, vključno z vodilnim CETI svetovalcem, Dr. Rogerjem Paynom, odkrili, da kiti pravzaprav pojejo drug drugemu. Njegovi posnetki, poimenovani Pesmi kita grbavca (Songs of the Humpback Whale), so zanetili gibanje imenovano Rešimo kite (Save the Whales), ki je postalo eno najuspešnejših iniciativ za rešitev živalske vrste v zgodovini. Kampanja je vodila v podpis Odloka o zaščiti morskih sesalcev (Marine Mammal Protection Act), kar je zaznamovalo konec masovnega lova na kite in rešilo več populacij kitov pred izumrtjem.  
Zakaj prav kiti glavači?
Kit glavači imajo večje možgane kot katera koli druga živalska vrsta, z ljudmi pa si delijo vrsto podobnosti. Njihovi možgani opravljajo vrsto zapletenih funkcij kot so samozavedanje, abstraktno načrtovanje prihodnosti, sposobni so govora in empatije, ljubezni, trpljenja in intuicije. Živijo v matriarhalni in multikulturni skupnosti, uporabljajo dialekte ter močne medgeneracijske družinske vezi.
Prihodnost projekta
Prvič v zgodovini so napredki v inženirstvu, umetni inteligenci in lingvistiki omogočili, da podrobneje razumemo komunikacijo med kiti in drugimi živalmi. Vsi vključeni v Projekt CETI upajo, da bodo njihova odkritja delovala kot zgled prihodnjim iniciativam, ki bodo lahko privedle do novih revolucionarnih odkritij na tem področju.